# Bộ Khoa học và Công nghệ (Trung Quốc)
Bộ Khoa học và Công nghệ Cộng hòa Nhân dân Trung Hoa (tiếng Trung: 中华人民共和国科学技术部, gọi ngắn: 科技部), hay Bộ Khoa học và Công nghệ, Bộ Khoa học Kỹ thuật Trung Quốc, gọi tắt là Bộ Khoa Kỹ, tên quốc tế là MOST, là một cơ quan cấp bộ trực thuộc Quốc vụ viện Cộng hòa Nhân dân Trung Hoa phụ trách khoa học quốc gia và vấn đề công nghệ, kỹ thuật.
Bộ Khoa học và Công nghệ chịu trách nhiệm chính trong việc xây dựng chiến lược phát triển quốc gia theo hướng đổi mới sáng tạo, phát triển khoa học và công nghệ, kế hoạch, chính sách nghiên cứu cơ bản và tổ chức thực hiện, điều phối, thúc đẩy xây dựng hệ thống đổi mới sáng tạo quốc gia và đổi mới khoa học. Bộ Khoa Kỹ cũng chịu trách nhiệm biên soạn kế hoạch trọng điểm quốc gia và giám sát việc thực hiện các dự án khoa học và công nghệ, chủ trì xây dựng nền tảng thống nhất và điều phối quỹ dự án nghiên cứu khoa học, cơ chế đánh giá, giám sát, thu hút lao động trí óc từ quốc tế.

## Lịch sử

### Thời kỳ đầu
Ngày 14 tháng 3 năm 1956, Quốc vụ viện thành lập Ủy ban Quy hoạch Khoa học Quốc vụ viện (国务院科学规划委员会) và Ủy ban Kỹ thuật Quốc gia Cộng hòa Nhân dân Trung Hoa (中华人民共和国国家技术委员会), do Nguyên soái Trần Nghị làm Chủ nhiệm quản lý chung. Năm 1958, hai Ủy ban hợp nhất thành Ủy ban Khóa học và Công nghệ Cộng hòa Nhân dân Trung Hoa (中华人民共和国科学技术委员会), gọi tắt là Quốc gia Khoa Ủy (国家科委). Ngày 1 tháng 7 năm 1970, Ủy ban Khoa học và Công nghệ Quốc gia được sáp nhập vào Viện Khoa học Trung Quốc, và Viện Khoa học đã thành lập nhóm kinh doanh đầu tiên, còn gọi là Chuyên vụ nhất tổ (业务一组), để phụ trách các công việc của Quốc gia Khoa Ủy, do Hoàng Kiến Hạ phụ trách. Vào tháng 7 và tháng 8 năm 1972, Tổ Khoa học và Giáo dục Quốc vụ viện (国务院科教组) cùng Viện Hàn lâm Khoa học nhất trí rằng công tác quản lý khoa học và công nghệ trên toàn quốc nên thuộc thẩm quyền của Tổ Khoa học và Giáo dục Quốc vụ viện, để xây dựng kế hoạch toàn diện, cần kết hợp Chuyên vụ nhất tổ của Viện Hàn lâm Khoa học. Tháng 5 năm 1973, Tổ Khoa học và Giáo dục Quốc vụ viện xin chỉ thị của Quốc vụ viện và Tổng lý Chu Ân Lai, đề nghị rằng công tác khoa học và công nghệ trong sản xuất và xây dựng của các cơ quan ban ngành thuộc nền kinh tế quốc dân và các địa phương cần do Ủy ban Kế hoạch Phát triển Nhà nước lập kế hoạch và điều phối; công tác khoa học và công nghệ y tế và y tế vẫn nên thuộc thẩm quyền của Bộ Y tế. Báo cáo cũng cung cấp thông tin về các nhiệm vụ, trách nhiệm và đề xuất cụ thể về khoa học và công nghệ, nhiệm vụ của Tổ Khoa học và Giáo dục. Sau đó, Quốc vụ viện đã không thông qua báo cáo. Tháng 8 năm 1973, nhân sự Tổ Khoa học và Công nghệ của được rút về Viện Khoa học và tiếp tục chịu trách nhiệm quản lý công tác khoa học và công nghệ quốc gia vì mục đích dân sự với danh nghĩa Văn phòng Khoa học và Công nghệ.

### Bộ Khoa Kỹ
Tháng 9 năm 1977, Ủy ban Khoa học và Công nghệ Quốc gia Cộng hòa Nhân dân Trung Hoa được thành lập lại, tách ra khỏi các cơ quan để trở về là một đơn vị cấp bộ. Đến năm 1998, Ủy ban được đổi tên thành Bộ Khoa học và Công nghệ Cộng hòa Nhân dân Trung Hoa.
Ngày 17 tháng 3 năm 2018, Kỳ họp thứ nhất Nhân Đại khóa XIII đã thông qua Quyết định về Chương trình cải cách thể chế của Quốc vụ viện và thông qua Chương trình cải cách thể chế của Quốc vụ viện. Phương án quy định tổ chức lại Bộ Khoa học và Công nghệ, hợp nhất trách nhiệm của Bộ Khoa học và Công nghệ và Cục Chuyên gia nước ngoài Quốc gia (国家外国专家局), do Bộ Khoa học và Công nghệ phụ trách, đồng thời Bộ Khoa Kỹ chịu trách nhiệm quản lý Ủy ban Quỹ Khoa học Tự nhiên Quốc gia Trung Quốc. Vào ngày 31 tháng 8 năm 2020, theo Ý kiến thực hiện của Ủy ban Phát triển và Cải cách Quốc gia Trung Quốc về thúc đẩy toàn diện cải cách phân tách của các hiệp hội công nghiệp, thương mại và cơ quan hành chính (Phát Cải Thể Cải [2019] Số 1063), 18 hiệp hội ngành, phòng thương mại, bao gồm cả Hiệp hội Sáng chế, được tách ra khỏi Bộ Khoa học và Công nghệ, đăng ký trực tiếp theo quy định của pháp luật, hoạt động độc lập, tách biệt chức năng hành chính và không còn thành lập người giám sát doanh nghiệp. Hủy bỏ các khoản chiếm dụng tài chính trực tiếp và hỗ trợ sự phát triển của nó thông qua việc mua các dịch vụ của Quốc vụ viện.

## Vai trò và chức trách
Theo Quy định về trách nhiệm chính và biên chế của Bộ Khoa học và Công nghệ Trung Quốc, Bộ Khoa Kỹ đảm nhận các chức năng sau:
1. Xây dựng chiến lược phát triển quốc gia theo hướng đổi mới sáng tạo, phát triển khoa học và công nghệ, giới thiệu các kế hoạch, chính sách thu hút đối ngoại và tổ chức thực hiện.
2. Phối hợp và thúc đẩy việc xây dựng hệ thống đổi mới sáng tạo quốc gia, cải cách hệ thống khoa học và công nghệ; đồng thời phối hợp với các bộ phận liên quan để cải thiện cơ chế khuyến khích đổi mới công nghệ. Tối ưu hóa việc xây dựng hệ thống nghiên cứu khoa học, hướng dẫn đổi mới và phát triển các tổ chức nghiên cứu khoa học, thúc đẩy xây dựng năng lực đổi mới khoa học và công nghệ của doanh nghiệp, thực hiện các công việc liên quan đến tiến bộ của phát triển tổng hợp khoa học và công nghệ quân y, dân y, thúc đẩy xây dựng hệ thống tham vấn ra quyết định về khoa học và công nghệ lớn của quốc gia.
3. Chủ trì xây dựng nền tảng quản lý khoa học và công nghệ quốc gia thống nhất cùng cơ chế điều phối, đánh giá, giám sát quỹ đề tài nghiên cứu khoa học. Phối hợp với các bộ phận liên quan đề xuất các biện pháp chính sách nhằm tối ưu hóa việc phân bổ nguồn lực khoa học và công nghệ, thúc đẩy xây dựng hệ thống đầu tư khoa học và công nghệ đa dạng, phối hợp quản lý kế hoạch khoa học và công nghệ tài chính của Trung ương và giám sát việc thực hiện các dự án đó.
4. Xây dựng kế hoạch, chính sách, tiêu chuẩn nghiên cứu cơ bản quốc gia và tổ chức thực hiện, tổ chức và điều phối các hoạt động nghiên cứu cơ bản quy mô lớn, nghiên cứu cơ bản ứng dụng của quốc gia. Lập kế hoạch xây dựng cơ sở đổi mới khoa học và công nghệ lớn và giám sát việc thực hiện, tham gia chuẩn bị và xây dựng cơ sở hạ tầng công nghệ lớn, chủ trì tổ chức xây dựng các phòng thí nghiệm quốc gia, xúc tiến xây dựng khoa học, điều kiện nghiên cứu và chia sẻ cởi mở các nguồn lực khoa học và công nghệ.
5. Chuẩn bị kế hoạch quốc gia cho các dự án khoa học và công nghệ lớn và giám sát việc thực hiện, điều phối các công nghệ chung quan trọng, công nghệ tiên tiến hàng đầu, công nghệ kỹ thuật hiện đại, R&D và đổi mới công nghệ đột phá, chủ trì tổ chức các cuộc trình diễn nghiên cứu và ứng dụng công nghệ lớn. Tổ chức và điều phối các dự án khoa học lớn quốc tế và các dự án khoa học lớn.
6. Tổ chức xây dựng kế hoạch, chính sách, biện pháp phát triển, công nghiệp hóa công nghệ cao, công nghệ mới, khoa học và công nghệ để thúc đẩy phát triển nông nghiệp, nông thôn và xã hội. Tổ chức và thực hiện phân tích nhu cầu phát triển kỹ thuật trong các lĩnh vực chính, đề xuất các nhiệm vụ chính và giám sát việc thực hiện.
7. Chủ trì xây dựng hệ thống chuyển giao công nghệ quốc gia, xây dựng chính sách, biện pháp liên quan để chuyển giao, chuyển đổi thành tựu khoa học và công nghệ, thúc đẩy liên kết sản xuất, giáo dục và nghiên cứu, giám sát việc thực hiện. Hướng dẫn phát triển ngành dịch vụ công nghệ, thị trường công nghệ và các tổ chức trung gian công nghệ.
8. Phối hợp xây dựng hệ thống đổi mới khoa học và công nghệ của khu vực, hướng dẫn phát triển đổi mới sáng tạo trong khu vực, phân bổ hợp lý các nguồn lực khoa học và công nghệ, xây dựng năng lực hợp tác đổi mới và thúc đẩy xây dựng các khu khoa học và công nghệ.
9. Chịu trách nhiệm xây dựng hệ thống giám sát, đánh giá khoa học và công nghệ và quản lý đánh giá khoa học và công nghệ liên quan, hướng dẫn đổi mới cơ chế đánh giá khoa học và công nghệ, phối hợp xây dựng nghiên cứu khoa học liêm chính. Tổ chức, triển khai hệ thống báo cáo khoa học và công nghệ điều tra đổi mới sáng tạo quốc gia, hướng dẫn công tác bảo mật khoa học và công nghệ quốc gia.
10. Xây dựng kế hoạch, chính sách, biện pháp hợp tác rộng rãi về khoa học và công nghệ với khả năng giao lưu, đổi mới của nước ngoài, tổ chức hợp tác quốc tế về khoa học và công nghệ, giao lưu nhân tài khoa học và công nghệ. Hướng dẫn các sở, ngành, địa phương liên quan trong việc hợp tác khoa học và công nghệ nước ngoài, giao lưu nhân tài khoa học và công nghệ.
11. Phụ trách công tác giới thiệu thông tin đối ngoại. Xây dựng và tổ chức thực hiện quy hoạch, kế hoạch giới thiệu chuyên gia đầu ngành nước ngoài của quốc gia, thiết lập cơ chế thu hút đội ngũ, nhà khoa học hàng đầu nước ngoài và cơ chế liên hệ phục vụ chuyên gia nước ngoài chủ chốt. Xây dựng kế hoạch tổng thể, chính sách, kế hoạch đào tạo hàng năm ở nước ngoài và giám sát việc thực hiện.
12. Phối hợp với các sở ban ngành liên quan xây dựng kế hoạch, chính sách bồi dưỡng nhân tài khoa học và công nghệ, xây dựng và hoàn thiện cơ chế đánh giá, khuyến khích tài năng khoa học và công nghệ, tổ chức, thực hiện kế hoạch tài năng khoa học và công nghệ, thúc đẩy xây dựng nhân tài khoa học và công nghệ cao và các tài năng đổi mới công nghệ. Dự thảo kế hoạch và chính sách phổ biến khoa học và truyền thông khoa học.
13. Chịu trách nhiệm đánh giá và tổ chức Giải thưởng Khoa học và Công nghệ Quốc gia và Giải thưởng Hữu nghị của Quốc vụ viện Trung Quốc.
14. Chịu trách nhiệm quản lý Quỹ Khoa học Tự nhiên Quốc gia Trung Quốc, điều hành vĩ mô, điều phối tổng thể, giám sát và đánh giá công việc của quỹ theo quy định của pháp luật. Quản lý Quỹ Khoa học Tự nhiên Quốc gia theo quy định của pháp luật, hoạt động tương đối độc lập và chịu trách nhiệm tổ chức và thực hiện các kế hoạch tài trợ, thiết lập và xem xét dự án, thành lập dự án và giám sát.
15. Khoa học và Công nghệ được quản lý hàng ngày.
16. Hoàn thành các nhiệm vụ khác do Trung ương Đảng và Quốc vụ viện giao.

## Cơ cấu tổ chức
Cơ cấu tổ chức các đơn vị trực thuộc, phụ thuộc của Bộ Khoa Kỹ:

### Đơn vị cấp sảnh
- Sảnh Văn phòng Tổng hợp (办公厅)
- Ty Kế hoạch Chiến lược (战略规划司)
- Ty Chính sách, Quy định và Vụ Xây dựng hệ thống Đổi mới (政策法规与创新体系建设司)
- Ty Quản lý và Phân bổ nguồn lực (资源配置与管理司)
- Ty Giám sát Khoa học Công nghệ và Xây dựng liêm chính (科技监督与诚信建设司)
- Ty Dự án đặc biệt (重大专项司)
- Ty Nghiên cứu cơ bản (基础研究司)
- Ty Công nghệ cao (高新技术司)
- Ty Khoa học và Công nghệ nông thôn (农村科技司)
- Ty Khoa học và Công nghệ phát triển xã hội (社会发展科技司)
- Ty Chuyển đổi thành tích và Đổi mới Vùng (科学技术部社会发展科技司)
- Ty Chuyên gia nước ngoài (外国专家服务司)
- Ty Quản lý thông tin nước ngoài (引进国外智力管理司)
- Ty Hợp tác Quốc tế (科学技术部国际合作司)
- Ty Tổ chức cán bộ (人事司)
- Đảng ủy cơ quan (机关党委)
- Cục Cán bộ hưu trí (离退休干部局])

### Đơn vị quản lý cấp cao
- Cục Chuyên gia nước ngoài (国家外国专家局)（cấp phó bộ）
- Ủy ban Quỹ Khoa học tự nhiên（cấp phó bộ）
- Nhật bão Khoa Kỹ

### Đơn vị liên kết trực tiếp
- Trung tâm Dịch vụ (科学技术部机关服务中心)
- Văn phòng Công tác Giải thưởng Khoa học và Công nghệ Quốc gia (国家科学技术奖励工作办公室)
- Sở Thông tin Khoa học và Công nghệ (中国科学技术信息研究所)
- Viện Nghiên cứu Chiến lược phát triển (中国科学技术发展战略研究院)
- Trung tâm Giao lưu Khoa học và Công nghệ Trung Quốc (中国科学技术交流中心)
- Trung tâm Phát triển Công nghệ Nông thôn (中国农村技术开发中心)
- Trung tâm Phát triển Công nghiệp Công nghệ cao Mã nguồn mở (科学技术部火炬高技术产业开发中心)
- Trung tâm Phát triển Công nghệ sinh học (中国生物技术发展中心)
- Trung tâm Quản lý Chương trình Nghị sự 21 (中国21世纪议程管理中心)
- Trung tâm Nghiên cứu và Phát triển Công nghệ cao (科学技术部高技术研究发展中心)
- Trung tâm Thông tin (科学技术部信息中心)
- Trung tâm Viễn thám (国家遥感中心)
- Trung tâm Đánh giá Khoa học và Công nghệ (科技部科技评估中心)
- Trung tâm Nền tảng Hạ tầng (国家科技基础条件平台中心)
- Trung tâm Dịch vụ giám sát Quỹ Khoa học và Công nghệ (科学技术部科技经费监管服务中心)
- Trung tâm Thực thi Chương trình Năng lượng Nhiệt hạch Hạt nhân Quốc tế (中国国际核聚变能源计划执行中心)
- Trung tâm Kinh doanh Phát triển (国家科技风险开发事业中心)
- Trung tâm Dịch vụ Phát triển Trao đổi Nhân tài Khoa học và Công nghệ (科学技术部科技人才交流开发服务中心)
- Trung tâm Đào tạo Thượng Hải (科学技术部上海培训中心)
- Trung tâm Giao lưu Nhân tài Quốc tế (中国国际人才交流中心)
- Quỹ Trao đổi Nhân tài Quốc tế (中国国际人才交流基金会)
- Trung tâm Nghiên cứu Nhân tài Nước ngoài (科学技术部国外人才研究中心)

## Thế hệ lãnh đạo
| Thứ tự                                                                  | Thủ trưởng                                                     | Sinh                                                           | Nhiệm kỳ                                                       | Công tác về sau                                                |
| Chủ nhiệm Ủy ban Khoa học Kỹ thuật Cộng hòa Nhân dân Trung Hoa          | Chủ nhiệm Ủy ban Khoa học Kỹ thuật Cộng hòa Nhân dân Trung Hoa | Chủ nhiệm Ủy ban Khoa học Kỹ thuật Cộng hòa Nhân dân Trung Hoa | Chủ nhiệm Ủy ban Khoa học Kỹ thuật Cộng hòa Nhân dân Trung Hoa | Chủ nhiệm Ủy ban Khoa học Kỹ thuật Cộng hòa Nhân dân Trung Hoa |
| ----------------------------------------------------------------------- | -------------------------------------------------------------- | -------------------------------------------------------------- | -------------------------------------------------------------- | -------------------------------------------------------------- |
| 1                                                                       | Nhiếp Vinh Trăn                                                | 1899 – 1992                                                    | 11/1958 – 06/1970                                              | Nguyên soái, Ủy viên Bộ Chính trị, Phó Tổng lý Quốc vụ viện    |
| Chủ nhiệm Ủy ban Khoa học Kỹ thuật Quốc gia Cộng hòa Nhân dân Trung Hoa |                                                                |                                                                |                                                                |                                                                |
| 2                                                                       | Phương Nghị                                                    | 1916 – 1997                                                    | 09/1977 – 09/1984                                              | Ủy viên Bộ Chính trị, Phó Tổng lý Quốc vụ viện                 |
| 3                                                                       | Tống Kiện                                                      | 1931                                                           | 09/1984 – 03/1998                                              | Ủy viên Quốc vụ, cấp phó Quốc gia                              |
| Bộ trưởng Bộ Khoa học Kỹ thuật Cộng hòa Nhân dân Trung Hoa              |                                                                |                                                                |                                                                |                                                                |
| 4                                                                       | Chu Lệ Lan (nữ)                                                | 1935                                                           | 03/1998 – 02/2001                                              |                                                                |
| 5                                                                       | Từ Quan Hoa                                                    | 1941                                                           | 02/2001 – 04/2007                                              |                                                                |
| 6                                                                       | Vạn Cương                                                      | 1952                                                           | 04/2007 – 03/2018                                              | Phó Chủ tịch Chính Hiệp                                        |
| 7                                                                       | Vương Chí Cương                                                | 1957                                                           | 03/2018 – nay                                                  |                                                                |